# Dawny kościół św. Bartłomieja i klasztor Bernardynów w Łowiczu
Dawny kościół świętego Bartłomieja i klasztor Bernardynów w Łowiczu – dawny zespół klasztorny Bernardynów, znajdujący się w Łowiczu, w województwie łódzkim.
Kościół gotycki, murowany z cegły w układzie polskim. Zabudowania klasztorne barokowe, trzykondygnacyjne o trzech skrzydłach otaczających kwadratowy wirydarz (czwarte skrzydło stanowi kościół).
W budynkach przez wiele lat mieściły się uczelnie kształcące nauczycieli. Ostatnimi z nich były działające od początku lat 90. XX w. Kolegium Nauczycielskie i Nauczycielskie Kolegium Języków Obcych, od 2009 tworzące Zespół Kolegiów Nauczycielskich; zostały one zlikwidowane w 2015, a budynki wystawiono na sprzedaż. W 2018 budynki wraz z działką nabył w drodze przetargu łowicki przedsiębiorca Krzysztof Gajda.